# 1715 en architecture
| Années de l'architecture : 1712 - 1713 - 1714 - 1715 - 1716 - 1717 - 1718    |
| Décennies de l'architecture : 1680 - 1690 - 1700 - 1710 - 1720 - 1730 - 1740 |

Cet article présente les faits marquants de l'année 1715 en architecture.

## Réalisations
- 17 juin :  Charles-Guillaume, margrave de Bade-Durlach fait bâtir une cité résidence à Karlsruhe.

- Construction de Clarendon Building (en) dans l'université d'Oxford, dessiné par Nicholas Hawksmoor.
- Construction de la cathédrale Saint-Philip (alors seulement église) à Birmingham.
- Construction du palais Beichlingen à Dresde.

## Événements
- Colen Campbell publie le premier volume de Vitruvius Britannicus, or the British Architect.

## Naissances
- Date précise inconnue :
  - Pierre-Noël Rousset, architecte français, († 1795).

## Décès
- x